# Schlacht von Bir Hakeim
1940: Italienische Invasion Ägyptens – Operation Compass
1941: Unternehmen Sonnenblume – Belagerung von Tobruk – Operation Battleaxe – Operation Crusader
1942: Unternehmen Theseus – Erste Schlacht von El Alamein – Schlacht von Alam Halfa – Zweite Schlacht von El Alamein – Operation Torch
1943: Tunesienfeldzug

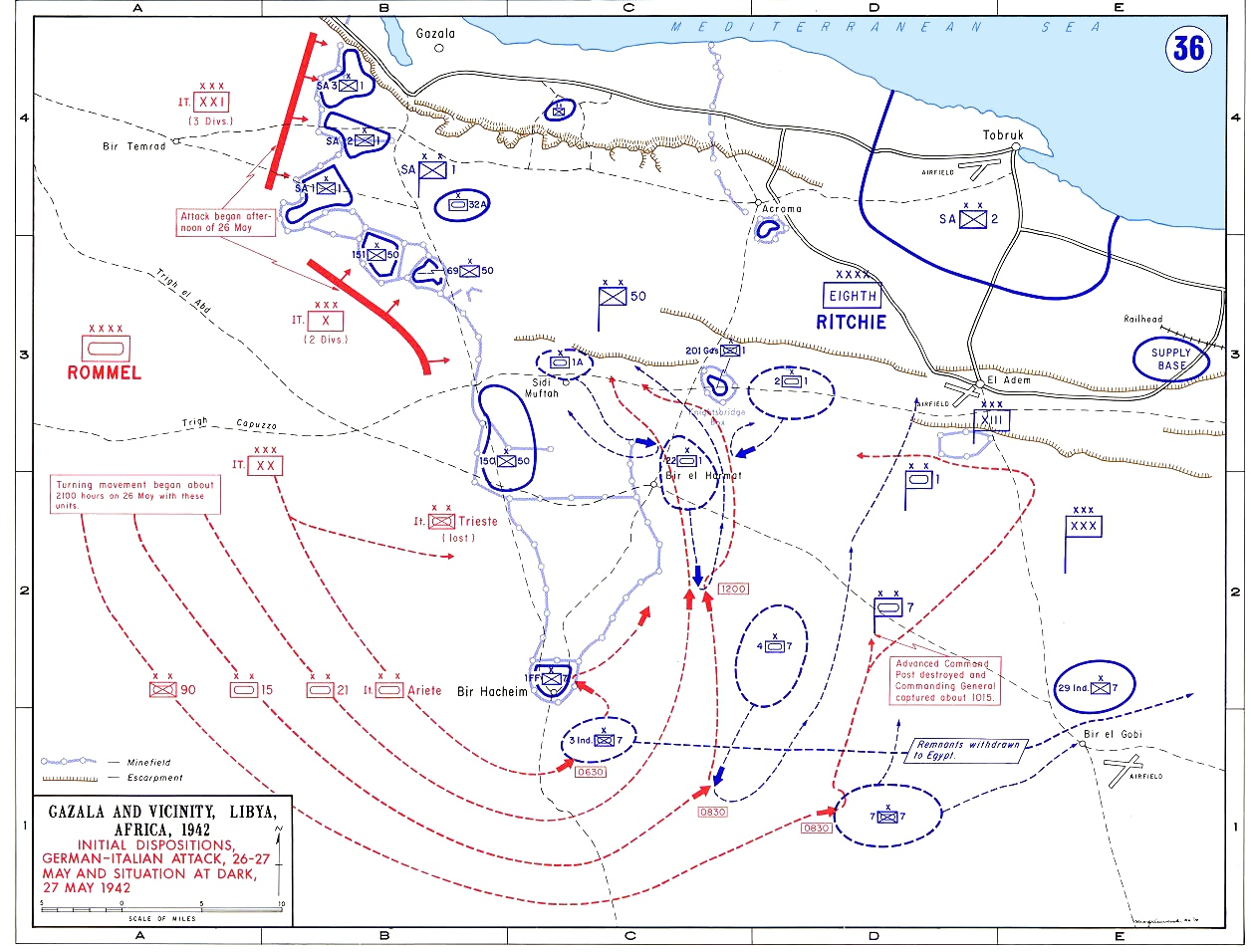
Karte

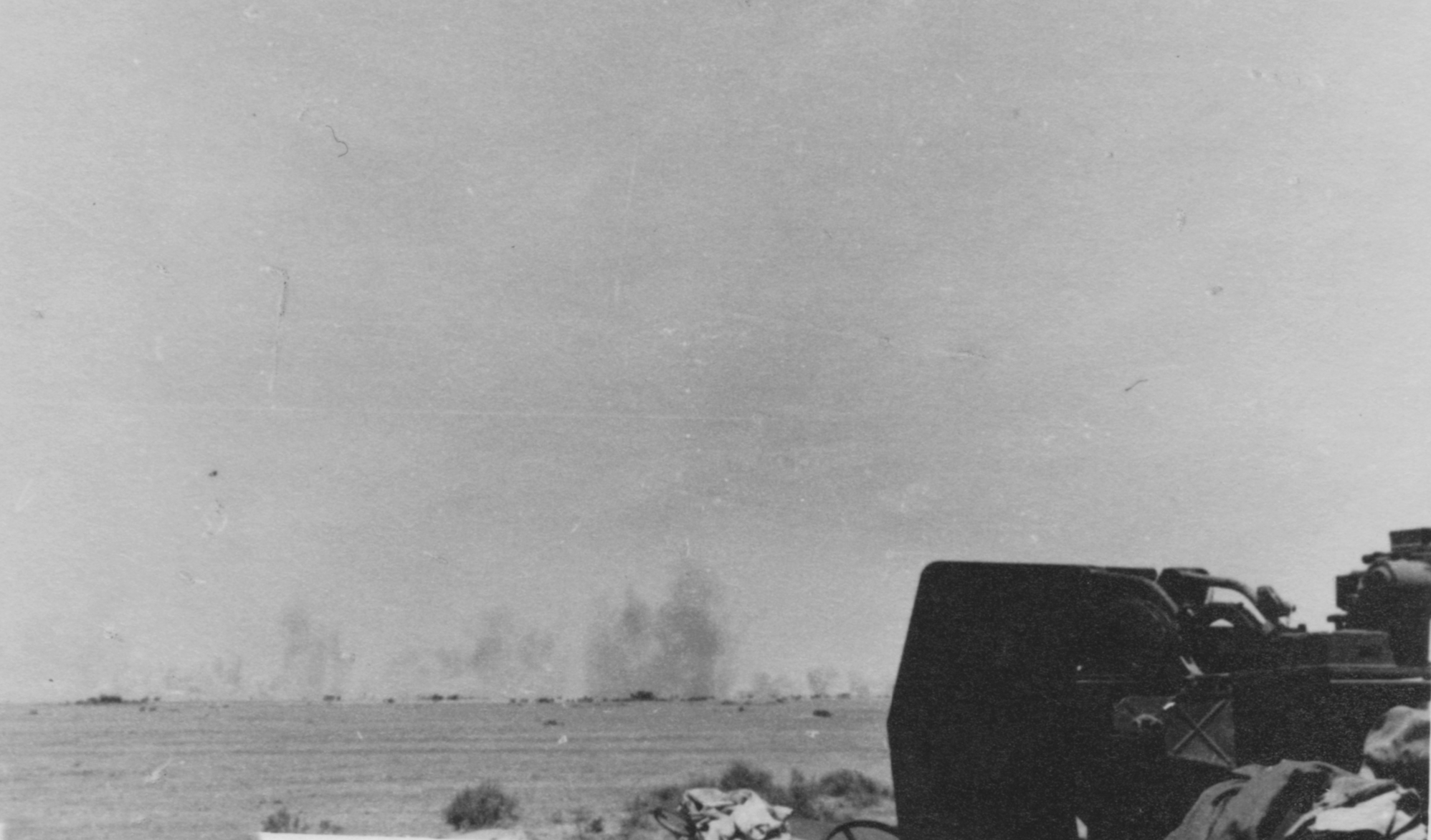
Vordergrund: deutsche 2-cm-Flak, Hintergrund: Bombardierung von Bir Hakeim durch die Luftwaffe

Die Schlacht von Bir Hakeim (gemäß italienischer Phonetik Bir Hacheim, arab. بئر حكيم) war während des Zweiten Weltkriegs in Libyen ein Teil der deutsch-italienischen Offensiv-Operationen gegen die von den Alliierten gehaltetenen Gazala-Stellungen westlich von Tobruk.
Vom 26. Mai bis zum 11. Juni 1942 griffen als Teil des Unternehmens Theseus italienische und deutsche Truppen die von einer Brigade der Forces Françaises Libres besetzte Wüstenoase Bir Hakeim an und benötigten trotz überlegener Kräfte fast zwei Wochen, um diese einzunehmen.

## Ausgangslage

### Der Weg zur Schlacht um Gazala
Seit Dezember 1941 wurde die Insel Malta als letzter Stützpunkt der Royal Air Force im westlichen Mittelmeer intensiv von der deutschen Luftwaffe angegriffen. Hierdurch wurde den Achsenmächten ermöglicht, große Menge an Nachschub nach Nordafrika zu bringen, da für Angriff auf deutsche und italienische Konvois nahezu nur noch die U-Boote der Royal Navy zur Verfügung standen. Bei einem Treffen von Hitler und Mussolini am 1. Mai in Berchtesgaden wurde besprochen, dass in Vorbereitung für einen Angriff auf Malta im Juli 1941 durch einen Angriff der italienisch-deutschen Streitkräfte in Nordafrika Ende Mai 1941 mit dem Ziel der Wegnahme der Hafenstadt Tobruk und dem Vorrücken bis zur libyisch-ägyptischen Grenze mögliche Stützpunkte, von denen eine Unterstützung der angegriffenen Insel möglich gewesen wäre, weggenommen werden sollten.
Auf der britischen Seite war Churchill zunehmend besorgt, dass schon im März oder April ein Angriff zur Eroberung von Malta erfolgen könnte. Er forderte von Claude Auchinleck, dem Befehlshaber der alliierten Streitkräfte in Nordafrika, einen umgehenden Angriff auf die Achsenstreitkräfte in der Kyrenaika. Dies lehnte Auchinleck mit der Argumentation ab, dass er nicht über eine ausreichende Truppenstärke und genügend Panzer verfüge, um eine solche Operation vor dem 1. Juni 1941 zu beginnen.

### Die Gazala-Linie
Die britische Strategie wurde durch Auchinleck festgelegt, nachdem man die Vorbereitungen der Panzerarmee Afrika sicher erkannt hatte. Man wollte den Angriff der Achsenkräfte in befestigten Stellungen abwarten und, nachdem die Achsenkräfte durch einen Angriff auf diese Stellungen erheblich geschwächt waren, zu einem vernichtenden Gegenangriff übergehen. Auch wurde schon am 20. Mai in einer Führungsbesprechung vermutet, dass Rommels Panzerarmee eine südliche Umgehung der inzwischen befestigten Gazala-Linie plante. Hierzu wurden Truppen der 1st und 7th Armoured Division im Süden an der Wüstenpiste Trigh Capuzzo westlich von El Adem positioniert.
Vom am Mittelmeer liegenden Ort Gazala verläuft eine Wüstenpiste, leicht nach Südosten ausgerichtet, über die ehemalige Oase und das zugehörige alte Wüstenfort Bir Hakeim weiter nach Süden. Im Norden, in einem großen Bogen westlich dieser Piste und im Süden entlang dieser Piste lagen die jeweiligen, zur Rundumverteidigung ausgebauten Verteidigungstützpunkte der alliierten Truppen.
Bir Hakeim war die südlichste dieser Abwehrstellungen (eine sogenannte »box«). Jede dieser sogenannten Boxen der Gazala-Linie wurde von einer alliierten Brigade gesichert.

### Der Ablenkungsangriff
Am Nachmittag des 26. Mai 1942 starteten die deutsch-italienischen Streitkräfte in Nordafrika in der Kyrenaika das Unternehmen Theseus mit dem Ziel, Tobruk zu erobern und die britischen Kräfte in der Gazala-Linie auszuschalten.
Der frontale Angriff auf die Gazala-Linie, der die britischen Kräfte in binden und die Heranführung der Reserven veranlassen sollte, wurde vom italienischen XXI Corpo d’Armata, dem X Corpo d’Armata und der deutschen Schützen-Brigade 15 geführt. Zusätzlich war die Masse der verfügbaren Artillerie zur Verstärkung des Angriffs hinter diesen Truppen eingesetzt.

## Beteiligte Truppenteile

### Alliierte Truppenteile

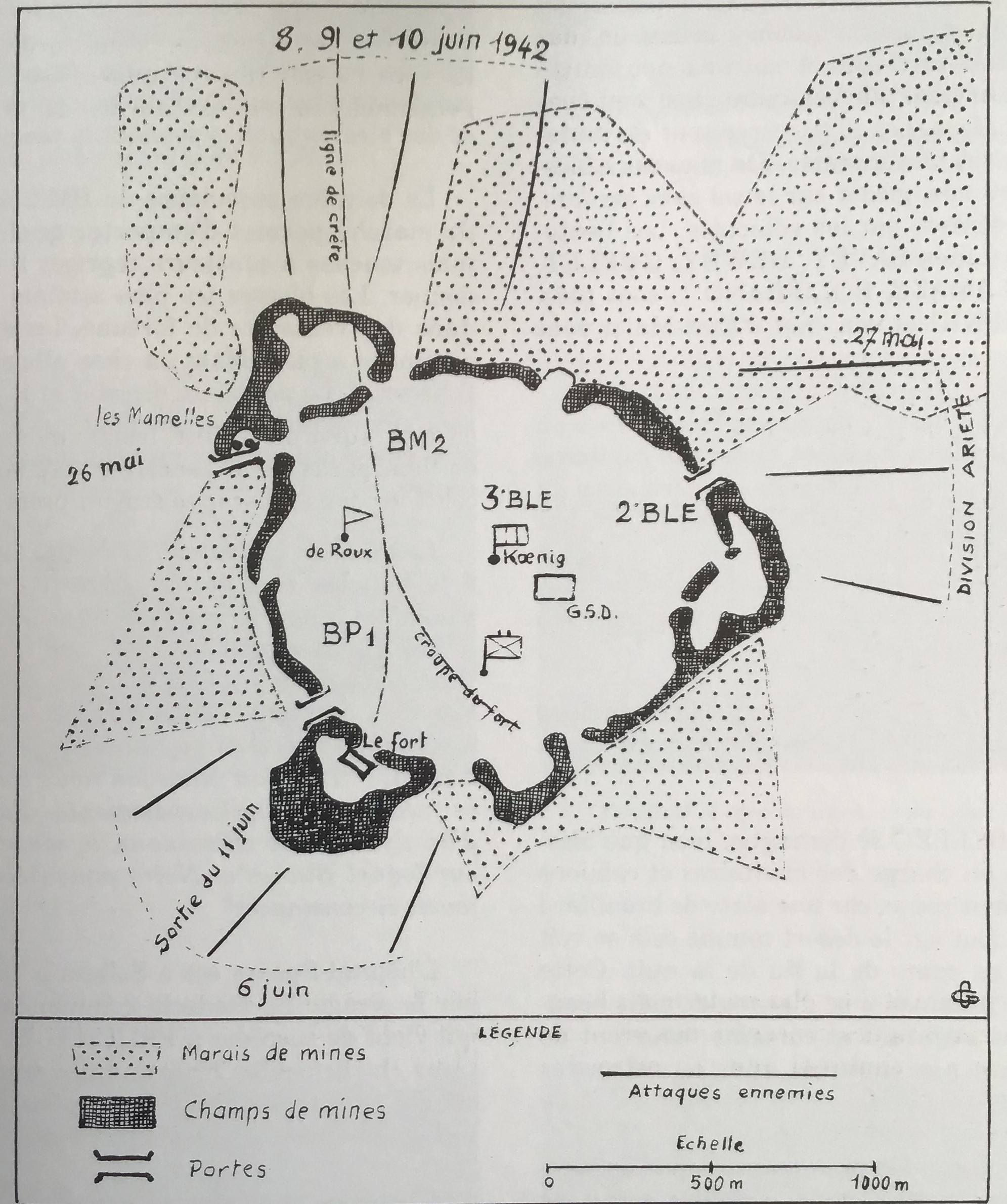
Plan der Verteidigung 8. bis 10. Juni 1942 mit alliierten Einheiten

Die zentrale Streitmacht der Alliierten in dieser Schlacht war die im Verteidigungsstützpunkt (der »Box«) Bir Hakeim liegende 1ére Brigade Francaise Libre unter dem Befehl des General Pierre Koenig, die zum XXX Corps des Lieutenant-General Charles Norrie der 8th Army gehörte. Die Brigade traf am 14. Februar 1942 in Bir Hakeim ein und übernahm die bereits teilweise von den britischen Kräften ausgebauten Stellungen.
Gliederung:
- Compagnie de QG 51 (Stabskompanie 51) unter Lieutenant Olivier

- Premier groupement: 13e Demi-Brigade de Légion Étrangère (13. Halb-Brigade der Fremdenlegion) unter Lieutenant-Colonel Dimitri Amilakvari
  - 2e Bataillon de Légion Étrangère (2. Bataillon der Fremdenlegion) unter Commandant Réne Babonneau
  - 3e Bataillon de Légion Étrangère (3. Bataillon der Fremdenlegion) unter Commandant Puchais
- Deuxième groupement: Demi-Brigade Coloniale (Kolonialtruppen Halb-Brigade) unter Lieutenant-Colonel de Roux
  - Bataillon de Marche no 2 (2. Marsch-Bataillon) unter Commandant Amiel
  - Bataillon du Pacifique (Pazifisches Bataillon) unter Lieutenant-Colonel Broche
  - 1er Bataillon d’Infanterie de Marine (1. Marineinfanterie-Bataillon) unter Commandant Savey
  - 1er Régiment d’Artillerie (1. Artillerie-Regiment) unter Commandant Jean-Claude Laurent-Champrosay
  - 1er Bataillon de Fusiliers-Marins (1. Marine-Füsilier-Bataillon) unter Capitaine de Corvette Amyot d’Inville
  - 22e Compagnie Nord-Africaine (22. Nordafrikanische Kompanie) unter Capitaine Lequesne

Dazu kamen weiter eine Panzerabwehr-, eine Funk-, eine Pionier- und eine Kraftfahr-Kompanie. Zusätzlich dazu eine Werkstatt, ein Lazarett, ein großer Aufklärungstrupp und eine leichte Feld-Chirurgie. Die Ausrüstung umfasste neben einer größeren Zahl von Bren Carriern (63 Stück) und zwei britischen Haubitzen eine Anzahl britischer Lastkraftwagen. An Artillerie waren 54 Kanonen im Kaliber 75-mm vorhanden (Canon de 75 mm modèle 1897) von denen 30 für den Einsatz als Panzerabwehrkanonen eingerichtet waren. Weitere 14 Geschütze waren 47-mm-Panzerabwehrkanonen und 18 waren 25-mm-Panzerabwehrkanonen. Aus britischen Beständen hatte der Verband 86 Boys-Panzerbüchsen und 18 Flugabwehrgeschütze vom Typ 4-cm-Flak Bofors erhalten.
An Infanteriewaffen stand eine bunte Mischung aus Handfeuerwaffen zur Verfügung. Doch waren auch 44 Granatwerfer, 96 leichte Maschinengewehre und 76 schwere Maschinengewehr (darunter vier mit Doppelauf) im Gelände verteilt.

### Deutsch-Italienische Truppenteile
An den Kämpfen um den Stützpunkt Bir Hakeim beteiligten sich verschiedene Truppenteile der italienischen und der deutschen Kontingente der vom Generaloberst Erwin Rommel geführten Panzerarmee Afrika. Zum Einsatz kamen anfänglich italienische Truppen des XX Corpo d’Armato des Generale Ettore Baldassare und im weiteren Verlauf auch deutsche Truppenteile des Deutschen Afrikakorps geführt durch Generalleutnant Walther Nehring, die durch Teile der 90. leichte Afrika-Division verstärkt wurden.

## Verlauf

### Angriff der Divisione Ariete
In der Planung der Operation Venezia, bildete das italienische XX Corpo d’Armato den linken Flügel der Gruppe, welche die Gazala-Stellungen südlich durch die Wüste umgehen sollte. Am Nachmittag des 26. Mai begann die Operation mit dem Ablenkungsangriff des XXI und X Corpo d’Armato im Norden der Gazala-Linie. Gleichzeitig stießen die mobilen Kräfte nach Südosten vor. Nachdem General Koenig von den im Süden vorstoßenden Verbänden erfahren hatte, befahl er seinen Einheiten, sich auf einen Angriff vorzubereiten.
Als die Aufklärung der Panzerarmee Afrika zeigte, dass Bir Hakeim mit einer starken Besatzung gehalten wurde, erhielt die Divisione Ariete am Morgen des 27. Mai gegen 9:00 Uhr den Befehl von Südosten vorstoßend, diesen südlichen Eckpfeiler der Stellungslinie zu erobern. Gegen 9:30 Uhr ließ General De Stefanis, sein 132º Reggimento carri (Panzer-Regiment 132), 8º Reggimento bersaglieri (8. Bersaglieri-Regiment) und sein 132º Reggimento Artiglieria Corazzata (Panzerartillerie-Regiment 132) in zwei Wellen von Südosten auf Bir Hakeim vorrücken. Nur sechs der italienischen Panzer gelang es durch die Minensperren und das Abwehrfeuer bis an die französischen Linien heranzukommen. Sie standen unmittelbar vor der Stellung der 5e Compagnie des 2e Bataillon, deren Kommandeur Capitaine René Morel, schon den Wimpel seiner Einheit und Dokumente verbrannte. Doch rettete der direkten Beschuss der französischen 75-mm-Kanonen des Sergant-Chef Walter Grand die Situation und zwang die italienischen Panzerbesatzungen sich zu ergeben.
Ein italienischer Versuch, die Abwehrfront durch ein Ausholen nach Norden aus der Flanke anzugreifen, endete im großen, V-förmigen Minenfeld im Nordosten. Die Kräfte der Division waren gezwungen, sich zurückzuziehen und hinterließen 31 zerstörte und beschädigte Panzer und eine Selbstfahrlafette auf dem Schlachtfeld. Es waren 15 italienische Soldaten getötet und 10 weitere verwundet worden. Zu den Verlusten kamen 76 Soldaten, welche die Franzosen gefangen nahmen.
Ohne jegliche eigene Verluste war von der freifranzösischen Brigade dieser erste, nur 45 Minuten dauernde Angriff abgewehrt worden. Die italienischen Kräfte hatten dabei mehr als die Hälfte der eingesetzten Panzer verloren. Von den Panzern der 1ª Compagnia des X Battaglione des 132º Reggimento carri kehrte nur ein einziger aus diesem Gefecht zurück.
Nachdem erkannt war, dass der Angriff auf Bir Hakeim mit den vorhandenen Kräften aussichtslos war, verlegten sich die Reste des 132º Reggimento carri und der begleitenden Einheiten in den Raum Bir el Hamat, etwa 25 Kilometer nördlich von Bir Hakeim, wo die Division Ariete gesammelt wurde.

### Die Belagerung
Die Verbände der Achsenmächte führten erfolgreicher, doch mit Verlusten, die Angriffe im Norden der Front aus. Die Commonwealth-Truppen nutzten die für die Verzögerung die Überzahl der britischen Panzer. Die alliierten Truppen in Bir Hakeim bedrohten die Nachschub- und mögliche Rückzugslinie der in der südlichen Umgehung vorgestoßenen Achsentruppen.
Auch die Zerschlagung der britischen 150th Infantry Brigade am 1. Juni änderte diese Situation nicht. Die Bedrohung durch eine alliierte Brigade hinter den eigenen Linien konnte das Afrika Korps nicht riskieren. Die Divisionen dürften nicht weiter nach Osten vorstoßen, sondern wurden die sichernden italienischen Kräfte durch die Zuführung von Verbänden des Afrika Korps verstärkt.
Noch am 1. Juni begann die Luftstreitkräfte der Achsentruppen mit den Angriffen auf die Stellungen bei Bir Hakeim. Bis zum 2. Juni gingen die Einheiten der motorisierten, italienischen Division Triest, der 90. Leichten Division und 3 Aufklärungsregimenter der Division Pavia mit ihren Panzerfahrzeugen um Bir Hakeim in Bereitstellung.
Der am Morgen des 2. Juni beginnende vorsichtige Vorstoß der belagernden Verbände wurde von der Garnison von Bir Hakeim gegen 8 Uhr erkannt. Aus nördlicher Richtung stießen deutsche Verbände vor und aus südlicher Richtung italienische Kräfte. Vor den Linien des 2e Bataillon Légion Étrangère erschienen gegen 10:30 Uhr zwei italienische Offiziere und überbrachten ein Ultimatum für eine Kapitulation, welche jedoch von General Koenig abgelehnt wurden.
Daraufhin begann am 2. Juni ein massiver Beschuss durch deutsche und italienische Artillerie, bei dem alleine über 40 000 Artilleriegranaten im Kaliber 105 bis 220 mm auf die Stellungen abgegeben wurden. Mit den vorhandenen Artilleriewaffen erwiderten die belagerten Verbände diesen Beschuss. Weiterhin kamen auch die Luftstreitkräfte der Achsenmächte zu vielen Einsätzen über Bir Hakeim. Alleine die deutschen Stuka-Verbände wurden zwanzig mal auf Bir Hakeim angesetzt.
Ein noch am 2. Juni angesetzter britischer Angriff auf die Division Ariete wurde von den italienischen Truppen abgewehrt. Der Stützpunkt war in den folgenden Tagen nahezu eingeschlossen.

### Weiterer Verlauf

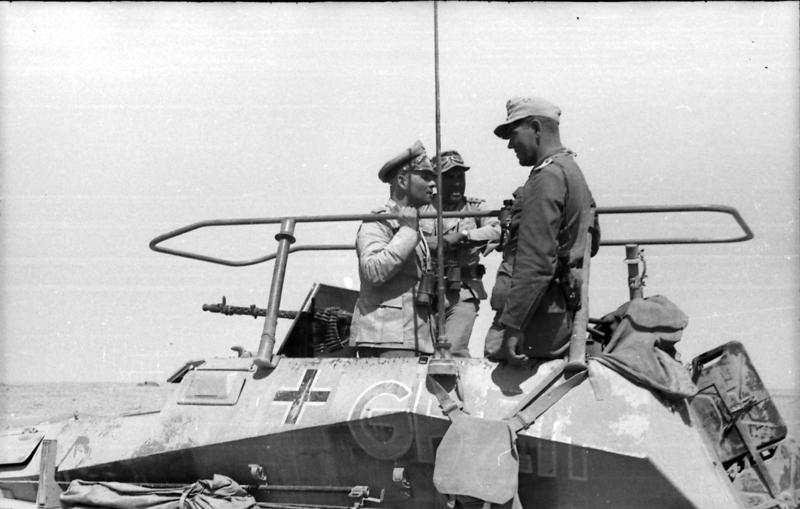
Generaloberst Rommel in seinem Sd.Kfz. 250/3 (Funk) mit dem Namen »Greif« bei Bir Hakeim

Um dennoch schnell vorstoßen zu können, ließ Rommel die Pionierbataillone 33, 200 und 900 durch die Minenfelder zwischen Ualeb und Bir Hakeim von Norden nach Süden angreifen. Am 8. Juni standen die Pioniere ca. 6 km vor Bir Hakeim. Rommel verstärkte die Kampftruppe unter dem Kommando von Oberst Hecker mit der Gebirgsjägerkompanie, der Panzerjägerkompanie und dem Aufklärungszug des Sonderverbandes 288, außerdem mit Teilen der Kampfstaffel Kiehl. Bis zum Abend focht sich die Kampftruppe bis auf 500 m an die Festung heran. In der Nacht gelang es, Maschinengewehrstellungen zu besetzen. Am 9. Juni wurde der Kampf fortgesetzt. Am Abend des 10. Juni war die Kampftruppe Hecker soweit in die Stellungen eingebrochen, dass die Alliierten versuchten auszubrechen.
Im Schutz der Dunkelheit brachen in der Nacht zum 11. Juni die freifranzösischen Truppen aus dem Fort aus und kämpften sich unter Verlust von 500 Mann zu den britischen Linien durch. Diese Ausbruchsversuche endeten trotz hoher Verluste für beide Seiten für die Franzosen erfolgreich. Als die Deutschen am nächsten Morgen die Stellung einnahmen, gerieten 500 Verwundete in ihre Gefangenschaft. Darunter befanden sich viele Österreicher, die auf Seiten der französischen Legionäre gegen das Hitler-Regime kämpften.

## Folgen
Während der Kämpfe um Bir Hakeim konnten Teile der 8. Armee einen geordneten Rückzug durchführen. Durch die Umgehung der Gazala-Stellung mit den beweglichen Verbänden schnitt Rommel jedoch eine britische Infanteriedivision ab. Diese bekam aus Kairo den Befehl, auszubrechen. Da der direkte Rückzugsweg abgeschnitten war, brach die Division nach Westen durch die Linien der Achsenmächte aus. Dabei gerieten große Teile der Division in Gefangenschaft und fehlten so der britischen Verteidigung im Raum Tobruk. Tobruk wurde vom Deutschen Afrikakorps erobert. Damit ging ein wichtiger Nachschubhafen für die Alliierten verloren. Erst bei El Alamein konnte Rommels Vorstoß zum Stehen gebracht werden.

## Erinnerungskultur

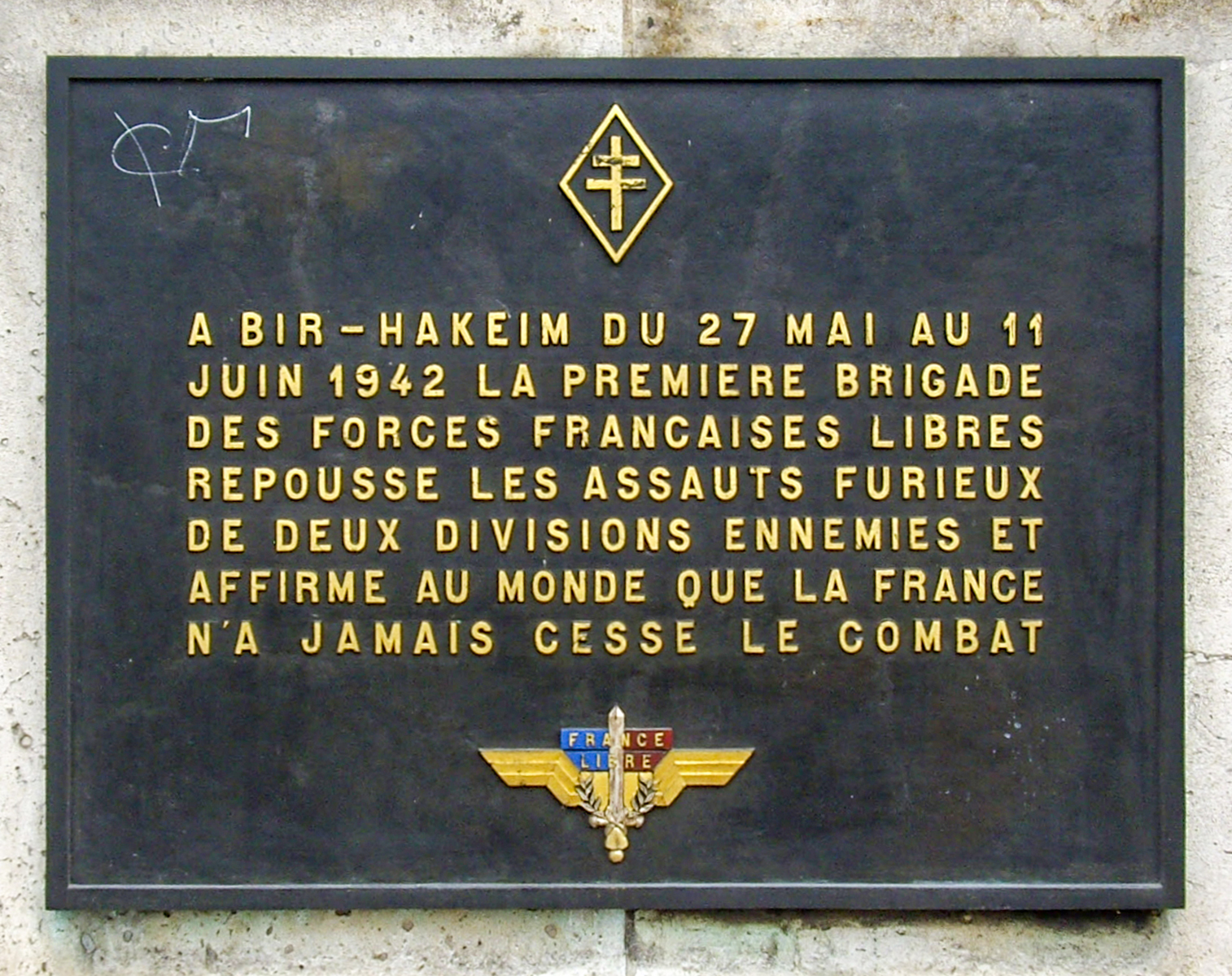
Erinnerungstafel an die Schlacht in der Mitte der Brücke Pont de Bir-Hakeim

Auch wenn die Schlacht letztlich nur eine Episode des Krieges in Nordafrika war, so gilt sie doch in Frankreich als Beginn der Wiederherstellung der militärischen Ehre des Landes nach der Niederlage von 1940. Sie wurde in der freifranzösischen Propaganda, aber auch in der deutschen stark herausgestellt und trug zum Entstehen des „gaullistischen Mythos“ bei. Eine Gruppe von Maquisards in den Cevennen führte bereits im Zweiten Weltkrieg den Namen Bir Hakeim.

### Benannte Orte
Entsprechend der Bedeutung innerhalb der französischen Erinnerungskultur wurden nach dem Krieg viele Orte nach der Schauplatz der Schlacht benannt. So zum Beispiel in Paris die Metro-Station „Bir-Hakeim“ und die Seine-Brücke Pont de Bir-Hakeim.

### Mont Valérien
Auf dem Mont Valérien, 15 Kilometer westlich des Zentrums von Paris, an dem auch ein wichtiger Gedenkort des französischen Widerstands und ein amerikanischer Soldatenfriedhof gelegen ist, ist eine Erinnerungstafel an den Kampf der 1re Brigade Française Libre mit der Beschriftung: Du 27 mai au 10 juin 1942, en Libye, la 1re Brigade Française Libre du général Koenig défend la position de Bir Hakeim investie par les forces germano-italiennes, forçant par le glaive le barrage de fer et de feu qui l’encercle (Vom 27. Mai bis zum 10. Juni 1942 verteidigte die 1. Freie Französische Brigade von General Koenig in Libyen die von den deutsch-italienischen Streitkräften eingenommene Stellung Bir Hakeim und durchbrach mit dem Schwert die sie umgebende Eisen- und Feuersperre) zu finden.

### Kriegsgräberstätten
Für die französischen Gefallenen des Schlacht um Bir Hakeim wurde nach dem Krieg ein Soldatenfriedhof unweit des Ortes der Ereignisse errichtet. Doch da die Gedenkstätte mehrfach verwüstet wurde und auch die Minenfelder und das Schlachtfeld nie vollständig von Munition und Sprengkörper geräumt wurden, entschied man sich später für eine Umbettung. Das zentrale Erinnerungsmonument ein großes Mausoleum aus Stein mit einem eingearbeiteten Lothringer Kreuz verblieb am Standort des ersten Friedhofs.
Etwa 8 km südlich von Tobruk wurde aus oben genannten Gründen eine neue Kriegsgräberstätte für die Gefallenen von Bir Hakeim errichtet. Alle 182 Gefallenen wurden in diesem Zug umgebettet, einige wenige allerdings wurden auf Wunsch der Angehörigen nach Frankreich überführt. Zusätzlich zu den Gefallenen dieser Schlacht wurden auch die vier ersten in der Cyrenaika am 21. Januar 1941 gefallenen französischen Soldaten beigesetzt.

### Rezeption

#### Frankreich
Der hartnäckige Widerstand der Legionäre in dieser Schlacht und die Bedeutung für den Krieg in Nordafrika ist vielfach in der französischen Literatur beschrieben und diskutiert worden. Siehe Abschnitt Literatur.
Das Musée de l’Armée im Invalidendom würdigt die Schlacht durch eine spezielle Ausstellung.

#### Deutschland
In der deutschen Nachkriegsliteratur wird der hartnäckige Widerstand der französischen Brigade regelmäßig gewürdigt, doch ist die Darstellung zumeist auf die besondere Leistung der deutschen Kräfte fokussiert. Wenig selbstkritisch wird nicht besprochen, dass diese Schlacht die italienischen und deutschen Kräfte sehr hohe Verluste gekostet hatte und die zeitliche Planung Rommels derart in Verzug brachte, dass ein großer Teil der alliierten Streitkräfte sich aus der Gazala-Stellung zurückziehen konnte. Diese waren später auf alliierter Seite verfügbar, um den weiteren Vorstoß der Panzerarmee Afrika nach Ägypten zu verlangsamen und die Angriffskraft dieser Armee zu schwächen. Gleichzeitig war es der Masse der im Stützpunkt kämpfenden Kräfte der Brigade gelungen, sich mit Hilfe der 7th Armoured Division von dort abzusetzen und im Verhältnis zu den Verlusten der Achsenmächte eine nur geringe Anzahl an Gefallenen und überwiegend verwundeten Soldaten auf dem Schlachtfeld zurückzulassen.